# Чайчиньская, Малгожата
Малгожа́та Чайчи́ньская (пол. Małgorzata Czajczyńska; 19 июля 1981, Гожув-Велькопольский) — польская гребчиха-байдарочница, выступала за сборную Польши в первой половине 2000-х годов. Участница летних Олимпийских игр в Афинах, обладательница двух серебряных медалей чемпионатов мира, дважды бронзовый призёр чемпионатов Европы, победительница многих регат национального и международного значения.

## Биография
Малгожата Чайчиньская родилась 19 июля 1981 года в городе Гожув-Велькопольский Любуского воеводства. Активно заниматься греблей начала с раннего детства, проходила подготовку в местном спортивном клубе MKKS-MOS.
Первого серьёзного успеха на взрослом международном уровне добилась в 2002 году, когда попала в основной состав польской национальной сборной и побывала на чемпионате Европы в венгерском Сегеде, откуда привезла награду бронзового достоинства, выигранную в зачёте четырёхместных байдарок на дистанции 1000 метров. Год спустя выступила на чемпионате мира в американском Гейнсвилле, где стала серебряной призёршей в четвёрках на пятистах метрах, уступив в финале только титулованному экипажу из Венгрии. Благодаря череде удачных выступлений удостоилась права защищать честь страны на летних Олимпийских играх 2004 года в Афинах — среди байдарок-четвёрок совместно с такими гребчихами как Каролина Садальская, Йоанна Сковронь и Анета Бялковская дошла до финала и показала в решающем заезде четвёртый результат, немного не дотянув до призовых позиций.
После афинской Олимпиады Чайчиньская ещё в течение некоторого времени оставалась в основном составе гребной команды Польши и продолжала принимать участие в крупнейших международных регатах. Так, в 2005 году она представляла страну на домашнем европейском первенстве в Познани и получила здесь бронзу в полукилометровой дисциплине четвёрок. Кроме того, в этом сезоне выступила на мировом первенстве в хорватском Загребе, где взяла серебро в четвёрках на двухстах метрах — в финальном заезде её обошёл только экипаж из Германии. Вскоре по окончании этих соревнований приняла решение завершить карьеру профессиональной спортсменки, уступив место в сборной молодым польским гребчихам.